# 日本繁殖生物学会
公益社団法人 日本繁殖生物学会（にほんはんしょくせいぶつがっかい、英語: Society For Reproduction And Development (SRD)）は、日本の学術研究団体の一つ。

## 概要
1948年設立。学術研究団体としての種別は単独学会。
農学を学術研究領域とし、飼育動物・野生動物など主として脊椎動物の繁殖に関する学術研究を振興すること、ならびにその成果の普及を図ることを目的としている。
国内においては日本農学会に、国際学術連合体としてはWorld Congress of Reproductive Biology (WCRB)に加入している。
国際活動として第20回国際動物繁殖学会（ICAR2024、2024年開催予定）の日本開催招致に向けて活動している。

## 沿革
- 1948年 - 家畜繁殖研究会発足（前身）
- 1986年 - 家畜繁殖学会発足
- 1995年 - 日本繁殖生物学会設立
- 2016年 - 一般社団法人日本繁殖生物学会移行
- 2017年 - 公益社団法人日本繁殖生物学会移行

## 刊行物

### The Journal of Reproduction and Development
- 誌名（和文）：-
- 誌名（欧文）：The Journal of Reproduction and Development
- 創刊年：1994
- 資料種別：ジャーナル（査読付き論文を含む）
- 使用言語：英語のみ
- 発行形態：印刷体、eジャーナル
- 著作権帰属先：学会
- クリエイティブコモンズ：-
- 購読：無料